# Strážov (hora)
Strážov je nejvyšší hora Strážovských vrchů na Slovensku. Dosahuje výšky 1213,3 m n. m.

## Geologie
Strážov je tvořen rozsáhlými příkrovovými tělesy hronika ležícími na fatriku. Dříve byl vyčleněný i dílčí strážovský příkrov, dnes zařazovaný do povážského příkrovu, který byl součástí hronika. Oblast je tvořena hrubými vrstvami vápenců a dolomitů.

## Přístup
- po červené značce (Cesta hrdinů SNP) z Čičman nebo Zliechova